# Maciej Podsiadło
Maciej Podsiadło (ur. 4 grudnia 1984 roku w Szczecinie) – polski wokalista rockowy i heavy metalowy.

## Życiorys
Na początku śpiewał w Chórze Akademickim Politechniki Szczecińskiej, później współpracował z grupami wykonującymi muzykę heavy metalową Heavy Water, Crusader, projektem Corporis i gościnnie zespołem Syper Force.  Założył także solową grupę wykonującą metal chrześcijański Maciej Podsiadło. Ponadto wokalistę można było usłyszeć gościnnie w legendarnej grupie tzw. mocnego uderzenia Czerwono-Czarni, na scenie bytomskiego domu kultury, z okazji 55 lat zespołu. Rockowo, bluesowe i jazzowe epizody Macieja Podsiadło są związane z grupami Wojciech Rapa Band, Wojciech Rapa Quartet,  L.U.Z. Blues, Acoustic Guitar Project, Wojciech Rapa Trio, Małgorzata Jarmoc & Marek Kazana & Maciej Podsiadło & Wojciech Rapa Band,Wojciech Rapa. Z ważniejszych muzycznie wydarzeń w karierze Macieja Podsiadło należy zaliczyć także gościnny udział w nagraniu utworu na album amerykańskiego chrześcijańskiego projektu heavy metalowego Pastor Brad.

### Kariera solowa
W roku 2009 Maciej zagrał pierwszy występ pod swoim imieniem i nazwiskiem. Jak sam wspomina nie miał wtedy pojęcia, że tak zrodzi się potem super grupa Maciej Podsiadło, projekt muzyczny zrzeszający gwiazdy muzyki rockowej i heavy metalowej, na koncertach i przede wszystkim nagraniach płytowych. Wtedy byłe bardzo wierny heavy metalowej grupie Crusader z Choszczna. Sam występ odbył się z okazji zakończenia I Warsztatów Muzyki Rozrywkowej. Na scenie wsparł wtedy Macieja Podsiadło i jego specjalnie założony na ten występ zespół słynny, muzyk, wirtuoz gitary Jacek Królik. Dopiero po czasie około roku 2013, po gościnnych koncertach z Syper Force, Maciej postanowił reaktywować swój zespół. W tym czasie zależało mu na stworzeniu chrześcijańskiej grupy w stylach klasycznego heavy metalu, hard rocka oraz AOR. Z tym nastawieniem zdecydował się rozpocząć pracę nad pierwszą solową płytą długogrającą.  Wcześniej jednak jeszcze w roku 2014 ukazały się single z "Manifestami Artystycznymi". Ukazały się na kilku nośnikach od kaset magnetofonowych, po CD, ukazała się także wersja wideo na kasetach VHS i płytach DVD. Maciejowi w nagraniach towarzyszyli wtedy muzycy zespołu Vinders.  Całość zarówno nagrania, jak i finalny koncert były związane z dyplomem licencjackim Macieja Podsiadło, wtedy jeszcze studenta Akademii Sztuki w Szczecinie. Maciej studiował na kierunku multimedia, dlatego też musiał zaprojektować i przygotować, okładki wspomnianych wydawnictw z "Manifestami Artystycznymi", plakatów, zaproszeń i materiałów promocyjnych. Musiał także zmontować teledysk. Drugi zmontował Piotr Winnicki. Tak jak wspomniałem całość, została zwieńczona heavy metalowym koncertem, który był zapowiadany jako pierwszy w Polsce!  Media szybko podchwyciły temat i o Macieju Podsiadło zrobiło się nieco głośniej dzięki Radiu Szczecin, Esce Rock, radiu Eska, radiu WAVA, czy w VOX FM. Telewizja także wspomniała, o artyście było to TVP Szczecin i TVP Info. Po wszystkim Maciej ukończył nagrywanie albumu długogrającego. Przyjął on tytuł "White Metal" i ukazał się nakładem prywatnego wydawnictwa wokalisty Hard/Loud Records. Na płycie można usłyszeć, chociażby takich muzyków jak Darek "Ryba" Rybski, Dariusz Kurman, Thomas Tomsen, czy Mirosław Bielawski z grupy Bank. Jeśli chodzi jednak, o koncerty to jest jednak dość skromnie. Maciej występuje tylko z Wojciechem Rapą i jego zespołem składającym się z Janusza Kanapy i Jakuba Fiszera w hotelu Radisson. Był to repertuar hard&heavy. Maciej jednak w tym momencie chciał grać ostrzej. Powstaje album EP "Maciej Podsiadło". Maciej określa styl nowy jako heavy/power metal. Brzmieniowo jednak bliżej niektorym kompozycjom do groove metalu. Nie zabrakło także i kompozycji w stylu AOR. Na płycie usłyszymy między innymi Marka Krupę znanego chociażby z Syper Force, czy Helless, a także Przemysława Burzyńskiego z grupy Grzegorza Kupczyka CETI. Rok później pojawia się długogrający album "Deliver us from evil". Do wymienionego wcześniej składu z poprzedniej płyty EP dołącza między innymi Sławomir Urban, grający na klawiszach. Działalność koncertowa artysty jednak w tym czasie nie istnieje.  W tym czasie Maciej zapowiada rozwiązanie zespołu.  Wszystko się jednak zmienia, gdy poznaję multiinstrumentalistę Mariusza Piotrowskiego. Mariusz proponuje Maciejowi stworzenie projektu Sign of Yonah i nagranie kolejnej płyty jako Maciej Podsiadło. Ostatecznie z Sign of Yonah nic nie wyszło, a materiał stworzony z myślą o tym projekcie zasilił album także i album EP "Christian Metal Machine". Album uświetnił między innymi słynny chorwacki wokalista Žanil Tataj Žak znany, chociażby z Divlje Jagode, czy później Ravenstine. Jest to okres, kiedy wirus covid nieco krzyżuje plany artystom, i ciężko zorganizować jakiś koncert. Maciejowi jednak bardzo zależało, by wystąpić u boku wspomnianych artystów. Bierze udział w imprezach online które sam organizuje z udziałem słynnych zaprzyjaźnionych zespołów. Występuje tam z zespołem Maciej Podsiadło i wszystkimi zaproszonymi na nagrania muzykami. Jako zaproszone na koncertowe wieczory online gwiazdy Maciej zaprosił, chociażby grupy Bank, Contra Mundum, Saint (USA), Pastor Brad (USA) i wiele innych. Zanim to jednak następuje jeszcze przed ukazaniem się "Christian Metal Machine EP" ukazała się płyta "MR Project" nagrana z Mateuszem Rynkiewiczem z grup Crusader i Headbanger. Jest to też okres, kiedy artysta udostępnia już całe albumy także i w wersji plików muzycznych na Bandcamp.  W tym czasie Maciej występuje także na scenie między innymi w Gorzowie z towarzyszeniem Przemysława Raminiaka i w Szczecinie. Jest to też okres nagrań na album długogrający "Christian Metal Machine". Mniej więcej w tym samym czasie Maciej obchodzi swoje 40 urodziny i wydaje płytę DVD z tej okazji. Film obejmuje wszystkie lata działalności wokalisty i wszystkie składy, zapowiada także wspomniany longplay "Christian Metal Machine". Ukazuje się on finalnie w roku 2025, na dwóch płytach CD. Promocję i dystrybucję albumu zaproponowała Maciejowi Norweska firma Nordic Mission. Album ukazuje się jednak i w formie plików muzycznych na Bandcamp wydawnictwa Hard/Loud Records. Podczas współpracy nad materiałem na album Macieja wsparli między innymi tacy muzycy jak Mariusz Piotrowski, Mateusz Podsiadło, Tommy Denander, Pier Gonella, Paul May, Jim Maropoulos, Mark Fekete, Waldemar Wojno, Norman"Ski" Kiersznowski, Łukasz Bożek, czy Mariusz Matera. Wydanie albumu zwieńczyła impreza online, podczas której został zaprezentowany materiał zespołu z lat 2014-2025 i zaprezentowany cały skład. Dyskografię zespołu uzupełniają także składanki wydane tylko w sieci. Obecnie Maciej Podsiadło, wraz z rodziną mamą Beatą i tatą Mieczysławem śpiewa w projekcie Kantata Dekalog Igora Jankowskiego, oraz z bratem Mateuszem zakłada, heavy/glam metalowy projekt studyjny Sign of Yonash.
Dyskografia:
- Metal Works 2005-2008 - Crusader (EKB 2008)
- Crusader - Crusader (EKB 2009)
- Hard & Heavy - Crusader (EKB 2010)
- Corporis - Corporis (EKB 2012)
- Manifest Artystyczny - Maciej Podsiadło (Maciej Records 2014)
- White Metal - Maciej Podsiadło (Hard/Loud Records 2015)
- Maciej Podsiadło - Maciej Podsiadło (Hard/Loud Records 2016)
- Deliver us from evil - Maciej Podsiadło (Hard/Loud Records 2018)
- MR Project - Maciej Podsiadło (Hard/Loud Records 2021)
- Christian Metal Machine EP - Maciej Podsiadło (Hard/Loud Records 2021)
- Christian Metal Machine - Maciej Podsiadło (Nordic Mission, Hard/Loud Records 2025)

Nagrania video:
- X Piknik Nad Drawą 2008[49] - Crusader (Studio Klaps 2008)
- Manifest Artystyczny - Maciej Podsiadło (Maciej Records 2014)
- Maciej Podsiadło 40 Lat - Maciej Podsiadło (Hard/Loud Records 2024)

Albumy specjalnie dla Bandcamp:
- Greatest Hits - Maciej Podsiadło (2021)
- Righteous Hard & Loud Collection[50] - Maciej Podsiadło (2021)
- Greatest Hits - Maciej Podsiadło (2023)

https://maciej-p-wokalista.blogspot.com/ - Oficjalna strona wokalisty